# Nybro Schacksällskap
Nybro Schacksällskap (NSS) bildades den 25 september 1910 av följande personer: Oscar Jonsson, Ernst Roslund, Carl Bodlund, John Aldén, Ernst Aldén, J.G. Fridholm, S Lundgren och J. A. Ohlsson. Oscar Jonsson valdes till föreningens första ordförande vid bildandet. S. Lundgren valdes till sekreterare och Ernst Roslund blev kassör.
Samma dag, den 25 september 1910 fastställdes NSS första stadgar som bestod av enbart 7 paragrafer på ett blad. Dessa gällde ända till 1985 då antalet paragrafer ökat till 21 och skrevs på 6 A4-sidor. De nuvarande stadgarna som tagit över gäller från 13 maj 2025. Numera omfattar NSS stadgar 7 kapitel och ryms på 12 A4-sidor. 
Förteckning NSS ordförande: 
1910-1930 Oscar Jonsson
1930-1943 Nils Awe (1897-1988)
1943-1951 Julius Bäckström (1910-1996)
1951-1954 Erik Aldén (1914-1996)
1954-1960 Alf Johansson (1915-1995)
1960-1970 Sture Johansson (1916-1996)
1970-1971 Bengt Stjerna (1920-1997)
1971-1979 David Carlsson (1931- )
1979-1982 Jan Winter (1936-1982)
1982-1985 Vakant efter Winters bortgång 1982-10-31/ Inoff. Carl-Axel Hallberg (1954- )
1985-1989 Lennart Andersson (1956- )
1989-1991 Vakant, Lennart Andersson interimistisk representanter ersatte
1991-2007 Johnny Williamsson (1954- )
2007-2015 Mattias Hågestad (1975- )
2015-2019 Lennart Andersson (1956- )
2019-2020 Vakant
2020-2023 Lennart Andersson (1956-)
2023-2025 Mikael Alriksson (1982-)
2025- Carl-Axel Hallberg (1954-)
1. ↑  ”Nybro Schacksällskap”. www.nybroschack.se. https://www.nybroschack.se/. Läst 20 augusti 2025.